# 遠島村
遠島村（とおしまむら）は、愛知県海東郡にあった村。現在のあま市の一部にあたる。

## 地理
福田川中流の右岸に位置していた。

## 歴史
- 1878年（明治11年）海東郡大切戸新田の一部を編入[2]。
- 1887年（明治20年）七宝組合結成[2]
- 1889年（明治22年）10月1日、町村制の施行により、海東郡遠島村が単独で村制施行し、遠島村が発足[1][2]。大字は編成せず[2]。
- 1890年（明治23年）10月1日、海東郡安松村、沖ノ島村と合併し、宝村を新設して廃止された[1][2]。合併後、宝村遠島となる[2]。

### 地名の由来
次の諸説あり。
1. 海岸戦から見た遠くのヨシ山（ヨシの生い茂った洲）の呼称。
2. 秋竹にある式内社藤島（ふじしま）神社の藤島（とうしま）と同音。

## 産業
- 農業、七宝焼[2]